# Dolní Lomná
Dolní Lomná är en ort i Tjeckien.   Den ligger i regionen Mähren-Schlesien, i den östra delen av landet, 300 km öster om huvudstaden Prag. Dolní Lomná ligger 492 meter över havet och antalet invånare är 876.
Terrängen runt Dolní Lomná är kuperad. Runt Dolní Lomná är det tätbefolkat, med 397 invånare per kvadratkilometer. Närmaste större samhälle är Třinec, 14,6 km norr om Dolní Lomná. I omgivningarna runt Dolní Lomná växer i huvudsak blandskog.